# Burger Roland

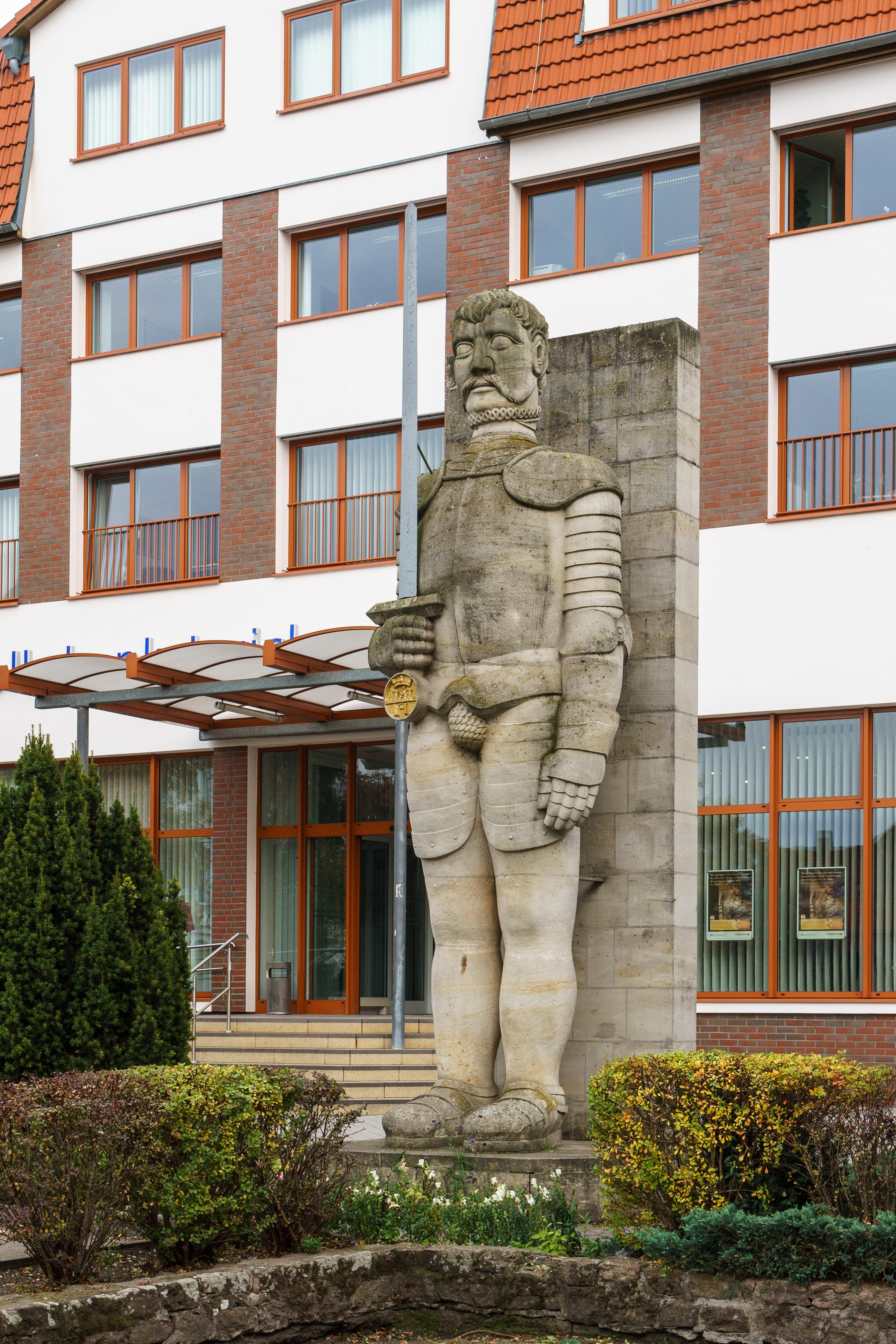
Burger Roland

Der Burger Roland ist ein Kleindenkmal im Landkreis Jerichower Land in Sachsen-Anhalt.

## Lage
An der Südostseite des Rolandsplatzes in Burg nahe der Brüderstraße vor einem Bankgebäude.

## Geschichte und Gestalt
Der Roland von Burg lässt sich erstmals im Jahr 1521 nachweisen. Damals erhielt er einen neuen Anstrich, muss also schon eine längere Zeit existiert haben. Zudem wird erwähnt, dass er aus Holz besteht und zusätzlich Verzierungen erhielt. Die nächste Renovierung wurde bereits im Jahr 1541 notwendig. Er wurde als Symbol der Marktrechte der Stadt angesehen und ist somit ein Rechtsdenkmal. Im Jahr 1581 stellte man schließlich einen Roland aus Stein auf. Dieser wurde am Neumarkt der Unterstadt errichtet. Dort stellte man ihn vor dem Gildenhaus auf, das auch als Kaufhaus für die Tücher aus Burg diente.
Die ungefähr vier Meter hohe Statue überstand zwar den Dreißigjährigen Krieg, wurde aber im Jahr 1823 zerstört. Damals erwarb ein Privatmann das Gildenhaus und verwandelte es in den Gasthof Zum Roland. Wohl um Platz vor dem Gebäude zu schaffen, zerlegte er den Roland und lagerte ihn im Hof. Im Jahr 1861 fügte er den Kopf als Büste in die Fassade ein. Dadurch blieb dieser als einziges Fragment des Originals von 1581 erhalten.
Nach dem Abriss des Gebäudes im Jahr 1970 befand sich der Kopf samt Schultern unter anderem vor dem Rathaus der Oberstadt auf einer Pyramide sowie auf dem städtischen Bauhof. Heute ist das Original im Historischen Rathaus untergebracht. Im Jahr 1999 entschied man sich allerdings für eine Neuanfertigung des Rolands auf dem Rolandsplatz vor dem Hotel Stadt Burg. Die Statue aus Nebraer Sandstein wurde anhand des Kopfes sowie einer erhaltenen Abbildung geschaffen, allerdings bedachte man die Perspektive nicht so wie beim Original, so dass der heutige Roland wesentlich größer ist als der historische. Während das Original zwischen 3,8 und 4,2 Metern hoch war, ist die heutige Kopie 5,5 Meter hoch.

## Trivia
- Theodor Fontane, 1840 Apothekengehilfe in Burg, beschreibt das Schicksal des Rolands im ersten Gesang seines Gedichtes Burg an der Ihle. Er hält ihn für 600 Jahre alt und verortet ihn vor das Rathaus. Zudem überspitzt er das Schicksal der Statue, indem er den Torso als Schweinetrog, seine Lenden als Torpfosten, seine Arme und Beine als Treppenstufen und den Kopf auf dem Hühnerstall platziert.[4]
- Aufgrund seiner Ausmaße wird er im Volksmund auch Roland de Ries (Roland der Riese) genannt.[2]
- Jedes Jahr im September findet das Rolandfest statt.[2]
- Neben dem Rolandplatz wurden auch das nahe Gymnasium in der Brüderstraße und die Apotheke am Platz selbst sowie mehrere Restaurants in der Nähe (Roland Keller in der Jacobistraße, Roland Kantine in der Magdeburger Straße) nach dem Roland benannt.